# Су (шаньюй)
Су (кит. упр. 苏, пиньинь sū, тронное имя Цючуцзюйлиньди  кит. упр. 丘除車林鞮, пиньинь Qiuchujulindi) — шаньюй хунну в 63 году. Сын Мо.

## Правление
Правил менее 6 месяцев: вступил на престол, заболел, после чего умер. Двоюродный брат Чжан стал шаньюем.